# Боги туалета
Боги туалета — божества, связанные с отхожими местами и туалетами. Эти домашние божества известны в современных и древних культурах, от Японии до Древнего Рима. Их связывают со здоровьем, благополучием и плодородием (отходы жизнедеятельности используются в сельском хозяйстве). Чтобы их умилостивить, делают подношения, призывают и задабривают молитвами, медитируют и выполняют ритуалы, такие как прочистка горла перед входом или даже кусание уборной для передачи богу духовных сил.

## Современные культуры
В Японии вера в бога туалета или кавая ками преследовала две цели. Продукты выделения собирались и использовались в качестве удобрений, обеспечивая более высокий общий уровень санитарии, чем в других странах, где таковые хранились в выгребных ямах или утилизировались иным образом. Туалет часто был тёмным неприятным местом, где посещающий рисковал упасть и утонуть. Поэтому у бога туалета просили защиту, чтобы избежать такой участи.
Бог туалета также связан с плодородием, поскольку отходы жизнедеятельности собирались и использовались в качестве удобрения. В Новый год проводились ритуалы, с помощью которых кавая ками просили о хорошем урожае. В некоторых регионах члены семьи садились перед туалетом на соломенную циновку и съедали горстку риса, что символизировало поедание того, что оставил бог. Туалет должен быть украшенным и как можно более чистым, поскольку бог туалета считался очень красивым. Считалось, что состояние туалета влияет на внешний вид будущего ребёнка. Беременные женщины просили бога туалета дать мальчикам «высокий нос» и ямочки на щеках. Если туалет был грязным, считалось, что ребёнок родится безобразным и несчастным. Согласно другой японской традиции бог туалета изображался слепым человеком с копьём в руке. Это была понятная болезненная угроза тому, кто испражняется сидя на корточках, поэтому перед входом в туалет считалось необходимым прочистить горло, чтобы слепой бог убрал своё копье.
По регионам Японии различаются как имена бога туалета, так и связанные с ним ритуалы. На острове Исигаки его называли каму-така, больные задабривали его ароматическими палочками, цветами, рисом и рисовым вином. В бывшем округе Минамиадзуми префектуры Нагано страдающие зубной болью зажигали огонь в честь бога туалета, которого называли такагамисама. Жители Хиросимы называли туалетного бога Сэттинсан, жители префектуры Оита называли его Сэтимбисан, а жители префектуры Эхимэ — Уссимасама. Американский антрополог Джон Эмбри в 1930-х годах записал, что жители части самого южного японского острова Кюсю кладут в туалет ветку ивы или каркаса китайского, украшенную кусочками моти, как подношение богу туалета, чтобы тот в наступающем году защитил жителей дома от болезней мочевого пузыря.
Айны, жители севера Японии и российского Дальнего Востока, верили, что бог туалета Рукар Камуй первым поможет в опасности.
На островах Рюкю (в том числе на островах Окинава) фу:ру ну ками, или «бог туалета», является защитником семьи в том, что касается отходов. Свиной туалет (ふーる / 風呂), лишённый этого доброжелательного бога, может стать местом влияния злых сил, где могут поселиться духи (такие как аканамэ и другие злые духи, которых привлекли отходы жизнедеятельности). Поскольку его считают основным домашним богом, место обитания фу:ру ну ками (туалет) содержится в чистоте и считается достойным почтительного поведения. Богу регулярно сообщают о состоянии семьи. Он имеет общие черты с корейской богиней туалета Чхыксин.
В Корее богиня туалета Чхыксин (или Чхыккансин) была известна как «туалетная девушка». Считалось, что она имеет «извращённый характер», и каждый год в октябре домохозяйки задабривали её и других домашних богов.
В Китае бога туалета называли Цзы-гу 紫姑, также Мао Гу, Туалетная девушка или Третья дочь туалета. Считалось, что она была духом наложницы, которая подверглась физическому насилию со стороны мстительной жены и умерла в туалете. Похоже, её культ зародился в регионе Шаньси и распространился по всему Китаю в период Тан. Женщины поклонялись символизирующей её рукодельной кукле в пятнадцатый день первого месяца каждого года, ритуально вызывая её ночью в туалете. Кукле произносили молитвы, в которых говорилось, что муж и жена ушли и теперь она может безопасно выйти. Движения куклы, иногда в форме автоматического письма, использовались для гадания. Другая версия о происхождении богини описана в популярном романе периода Мин, где божеством туалета выступали три сестры, которые отвечали за Первобытный золотой ковш (хуньюань цзиньду), или небесный унитаз, из которого родились все существа.
Некоторые варианты буддизма верят в Уччхушму, «бога туалета», который уничтожает нечистоты. Культ вокруг Уччхушмы развился в дзэнских монастырях, где туалет, ванна или зал для медитации, трапезная считались тремя «тихими местами» (саммокудо) для созерцания.
В Новой Зеландии считалось, что атуа — боги и духи народа маори — отвечают за туалет. Если воин заболевал, испытывал тревогу или занимался тапу, он подходил к туалету и кусал его. Считалось, что боги часто посещают туалет, экскременты считались пищей мертвых. Считалось, что при кусании туалета кусающий передает тапу в его источник, мир богов. Кусание для передачи маны или тапу известно в других сферах жизни маори: сын кусает пенис своего покойного отца, чтобы получить его силы, ученик ткача кусает ткацкий станок, чтобы приобрести тапу, которая поможет ему в учёбе.

## Древние культуры

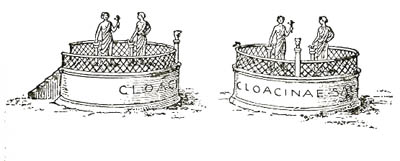
Святилище Венеры Клоацины на Римском форуме (реконструкция)

У жителей Древнего Рима была богиня канализации, бог туалета и бог экскрементов. Богиня канализации Клоацина (от латинского cloaca «канализация») была, вероятно, заимствована из этрусской мифологии и стала защитницей Большой Клоаки, канализационной системы Рима. Позже её объединили с более известной римской богиней Венерой, ей поклонялись в Святилище Венеры Клоацины на Римском форуме.
Ранние христиане утверждали, что у римлян был бог туалета Крепит, который также отвечал за метеоризм и вызывался, если у человека была диарея или запор. Нет никаких древних упоминаний Крепита. Они также почитали Стеркутия (от stercus экскременты), бога навоза, он был важен для земледельцев, удобрявших свои поля. Он был в близких отношениях с Сатурном, богом земледелия. Ранние христиане, возможно, считали Стеркутия особенно нелепым; он был объектом насмешек у святого Аврелия Августина в его книге «О граде Божьем» в начале 5-го века нашей эры.